# Bratoniszki (gmina Bezdany)
Bratoniszki (lit. Bratoniškės) − wieś na Litwie, w rejonie wileńskim, 10 km na północny zachód od Bezdanów, zamieszkana przez 4 ludzi. Przed II wojną światową w Polsce, w powiecie wileńsko-trockim województwa wileńskiego.